# Кукуй (ручей)
Кукуй (также Чечёрка, Кокуй) — бывший ручей в Москве, левый приток Чечёры, длиной 1 километр. В настоящее время русло ручья засыпано, а воды отводятся городскими водосточными сетями. Сохранился в истории благодаря одному из названий Немецкой слободы — «слобода Кукуй». Слобода располагалась на берегах ручья в XVII — начале XVIII века.
Исток ручья находился у путей Рязанского направления Московской железной дороги возле Нижней Красносельской улицы. Русло ручья пересекало Елоховскую улицу, Лефортовский и Аптекарский переулки. Устье находилось по левому берегу Чечёры около Доброслободской улицы.
На берегу ручья (между руслами ручья и Чечёры) также стояло сельцо Елохово (Елоховская слобода).